# Stekspade

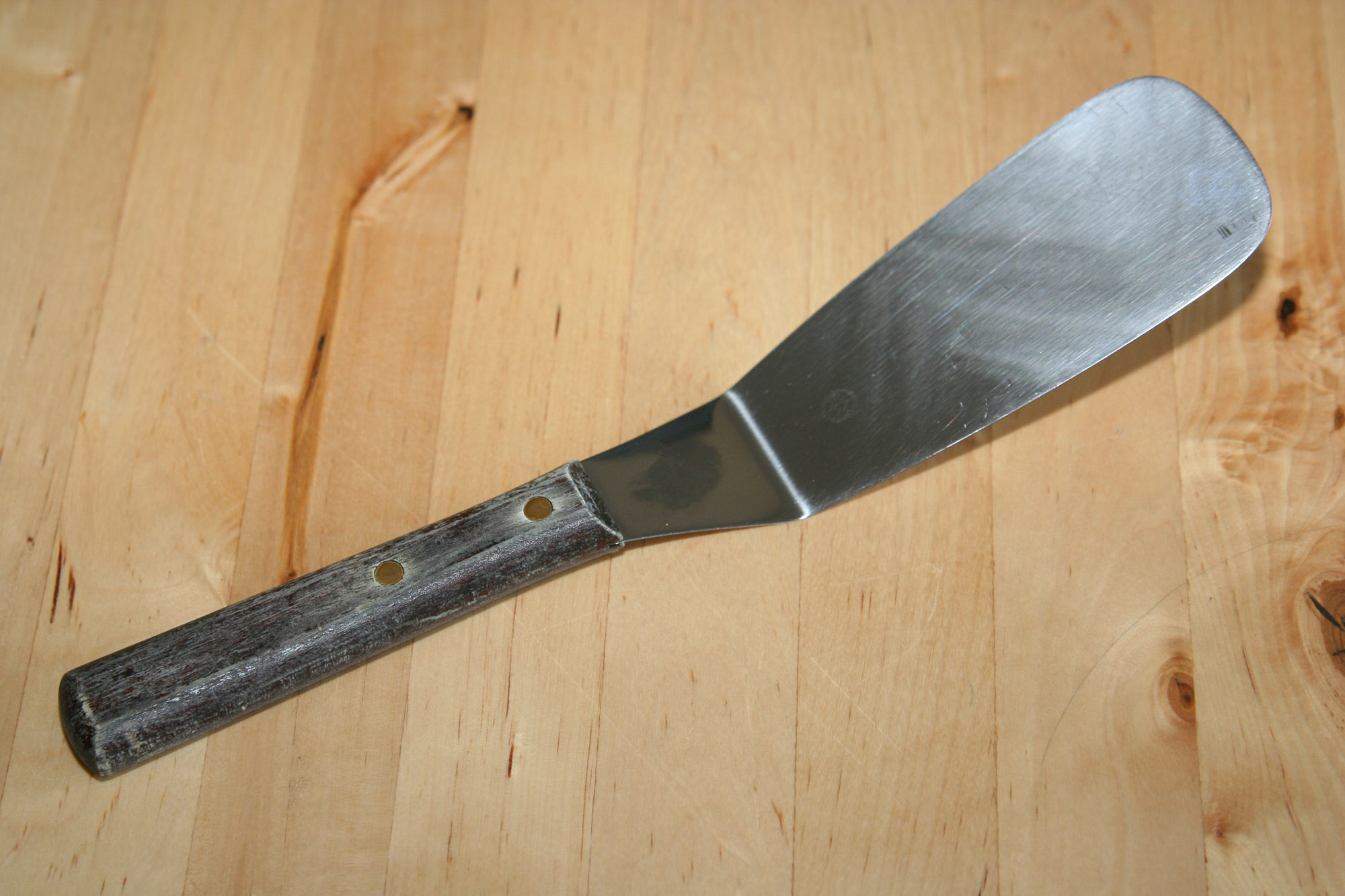
Stekspade i rostfritt

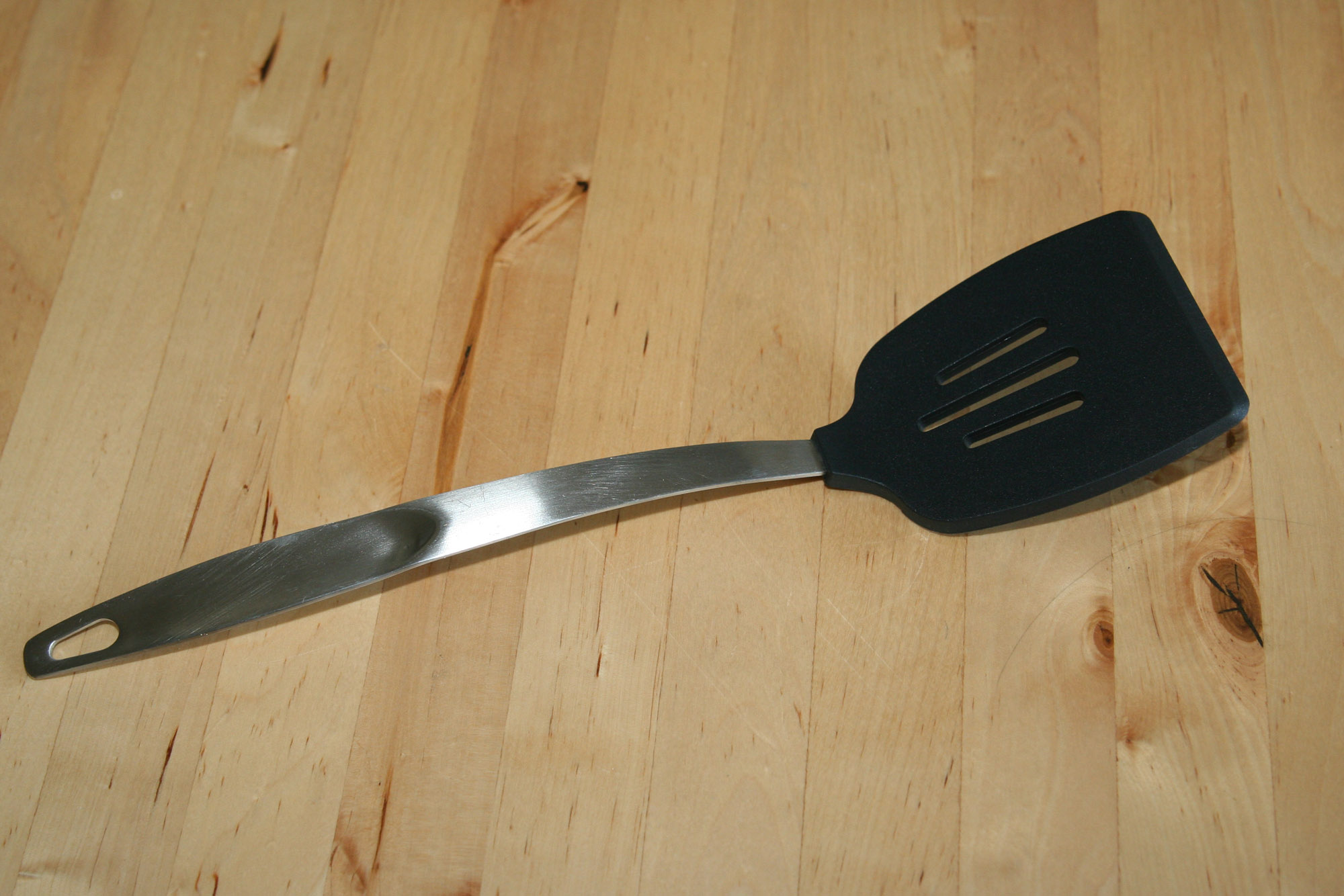
Stekspade med blad av gummi

En Stekspade, är ett köksredskap för hantering av matvaror under stekning. Tidigare var alla gjorda av metall, men sedan stekpannor med teflonbeläggning kommit i bruk tillverkas de även i hårdplast för att inte skada beläggningen.